# Evangelhos de Lichfield

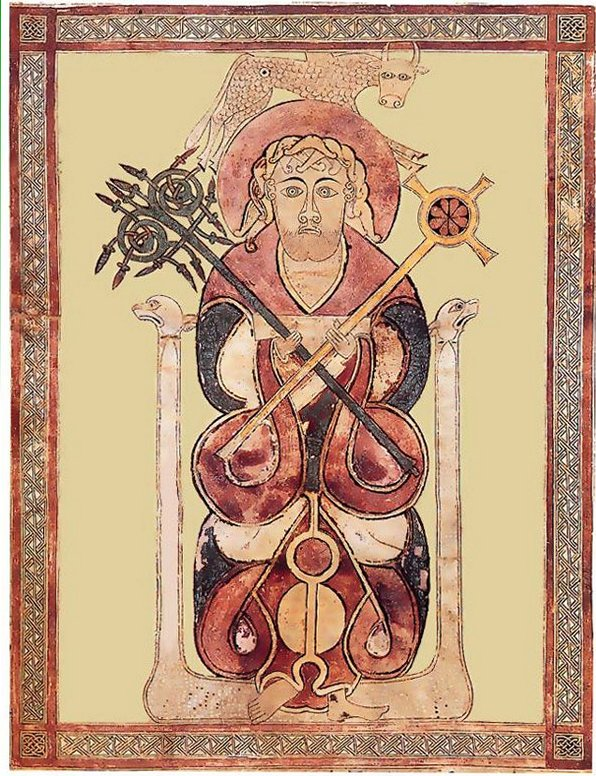
Iluminura nos Evangelhos de Lichfield representando São Lucas.

O livro dos Evangelhos de Lichfield (também chamado Livro de São Chad) é um manuscrito realizado no século VIII e mantido atualmente na Catedral de Lichfield, na Inglaterra.
O manuscrito contém 236 fólios, 8 dos quais contém iluminuras que são grandes exemplos de arte hiberno-saxónica. O livro está escrito em latim e abarca os Evangelhos de São Mateus e São Marcos, além de parte do de São Lucas. 
Além da importância artística, o livro possui muita importância linguística porque, nas margens, o livro contêm notas escritas em galês antigo. Estas notas marginais datam do século VIII e IX e estão entre as mais antigas expressões da língua galesa.